# 约翰·贝林格

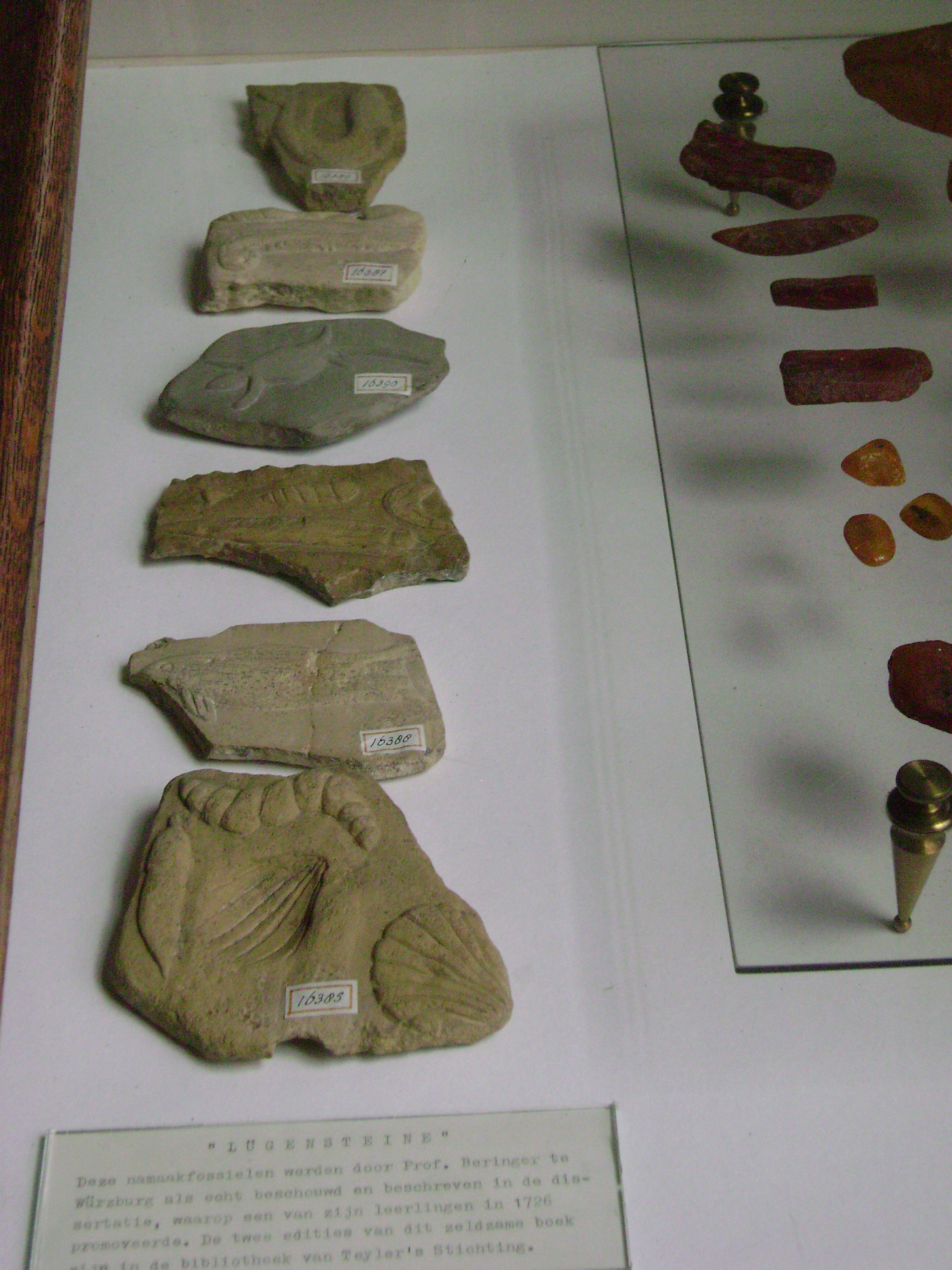
一部分假化石，藏于哈勒姆泰勒博物館。

约翰·贝林格（英語：Johann Bartholomew Adam Beringer，1670年—1738年4月11日），维尔茨堡大学医学教授、博物学者。但比起他的学术成就，他1726年被化石赝品骗的事件更加出名。当时他出版了一部书，大书特书了他发现的化石，十分畅销。然后后来发现，这些化石是别人伪造故意骗他的，他被戏弄了。22-23